# Shane Ferguson
Shane Kevin Ferguson (* 12. Juli 1991 in Derry) ist ein nordirischer Fußballspieler, der seit 2021 beim englischen Verein Rotherham United unter Vertrag steht. Seit 2009 spielt er zudem für die nordirische Fußballnationalmannschaft.

## Spielerkarriere

### Verein
Der 2007 aus seiner nordirischen Heimat in die Jugendakademie des englischen Erstligisten Newcastle United gewechselte Shane Ferguson debütierte am 25. August 2010 im englischen Ligapokal 2010/11 beim 3:2-Auswärtserfolg über Accrington Stanley. Sein erstes Ligaspiel bestritt er am 5. Januar 2011 in der Premier League 2010/11 beim 5:0-Heimsieg über West Ham United. In der Saison 2012/13  wurde er nach neun Spielen an den Zweitligisten Birmingham City ausgeliehen, bei dem er zu elf Einsätzen kam. Auch in der folgenden Saison, in der „The Blues“ nur durch die bessere Tordifferenz den Abstieg vermeiden konnten, spielte er in Birmingham. Im Februar 2015 wurde er nach Schottland an den Rekordmeister Glasgow Rangers verliehen, der aber wegen finanzieller Probleme nach Zwangsabstieg nur in der zweiten Liga spielte. Dort kam er aber zu keinem Einsatz und kehrte im Juni zurück nach Newcastle. Im August wurde er dann an den Drittligisten FC Millwall verliehen. Im Januar 2016 wechselte er auf fester Vertragsbasis zum FC Millwall. „The Lions“ waren in der Vorsaison aus der zweiten Liga abgestiegen und verpassten nun als Vierte zunächst den direkten Wiederaufstieg und verloren dann auch das Aufstiegs-Playoff-Finale im Wembley Stadium vor 51.277 Zuschauern gegen den Tabellensechsten FC Barnsley. Die Rückkehr in die zweite Liga gelang dem Verein dafür in der EFL League One 2016/17 mit einem 1:0-Sieg im Play-off-Finale gegen Bradford City. Die folgenden vier Spielzeiten verbrachte Shane Ferguson mit Millwall in der EFL Championship, ehe sein Vertrag im Sommer 2021 nicht mehr verlängert wurde.
Am 20. Juli 2021 unterschrieb der 30-Jährige einen Zweijahresvertrag beim Zweitliga-Absteiger Rotherham United. Mit seiner neuen Mannschaft erreichte er in der EFL League One 2021/22 als Tabellenzweiter den direkten Wiederaufstieg in die zweithöchste englische Spielklasse.

### Nordirische Nationalmannschaft
Im November 2008 gab er mit 17 Jahren gegen Schottland sein Debüt in der nordirischen U-21. Im Oktober 2009 nahm er mit der U-19-Mannschaft an der ersten Qualifikationsrunde für die U-19-Fußball-Europameisterschaft 2010 teil, die die Nordiren zusammen mit Bosnien-Herzegowina überstanden. In der zweiten Qualifikationsrunde im Mai 2010 belegten sie beim Miniturnier in Moskau hinter Italien, dem Gastgeber und Tschechien nur den vierten Platz. Bereits im November 2009 kam er schon in der U-21 zu einem Einsatz in der Qualifikation für die U-21-EM 2011 gegen Tschechien. Sechs weitere Einsätze für die U-21 folgten 2010, 2011 und 2012 in den Qualifikationen für die U-21-Europameisterschaften 2011 und 2013. Dabei traf er im Spiel gegen Deutschland am 7. September 2010 auf den späteren Weltmeister Mario Götze. Deutsche und Nordiren scheiterten aber in der Qualifikation für die Endrunde 2011, die Nordiren auch zwei Jahre später.
Noch als Jugendnationalspieler debütierte Shane Ferguson einen Monat vor seinem 18. Geburtstag am 6. Juni 2009 in der A-Nationalmannschaft beim Freundschaftsspiel gegen Italien, als er in der 78. Minute beim Stand von 0:3 für den knapp ein Jahr älteren Corry Evans eingewechselt wurde, der ebenfalls sein erstes Länderspiel bestritt. Auf seinen nächsten Einsatz musste er dann aber mehr als zwei Jahre warten und spielte zunächst weiter für die U-19 und U-21. Im November 2011 stellte er klar, dass er nicht wie der ebenfalls aus Derry stammende James McClean künftig für die irische Nationalmannschaft spielen würde. Am 29. Februar 2012 bestritt er unter dem neuen Nationaltrainer Michael O’Neill sein zweites Länderspiel (0:3 gegen Norwegen).  In den folgenden 20 Spielen kam er zu 16 Einsätzen. In seinem vierten Länderspiel am 15. August 2012 erzielte er sein bisher einziges Länderspieltor: beim 3:3 gegen Finnland gelang ihm bereits  in der siebten Minute das erste Tor des Spiels.
Sein erstes Pflichtspiel für Nordirland war das zweite Spiel der Qualifikation für die WM 2014 gegen Luxemburg. Ab dem vierten Gruppenspiel gehörte er zur Stammformation. Die Nordiren konnten aber nur das Heimspiel gegen Gruppensieger Russland gewinnen und verpassten als Fünfte die Endrunde in Brasilien.
Auch in der  Qualifikation für die Fußball-Europameisterschaft 2016 in Frankreich gehörte er anfangs zur ersten Elf, dann verlor er jedoch seinen Stammplatz und kam nur noch zu Kurzeinsätzen als Einwechselspieler. Erst in einem EM-Vorbereitungsspiel gegen Slowenien stand er erstmals wieder in der Startelf. Er wurde schließlich in das Aufgebot von Nordirland aufgenommen und stand in der ersten Partie gegen Polen wieder in der Startaufstellung, wurde aber 15 Minuten nach dem 0:1 für Stürmer Conor Washington ausgewechselt. In den verbleibenden Turnierspielen bis zum Aus im Achtelfinale kam er nicht mehr zum Einsatz.